# Şehmus Hazer
Şehmus Hazer (Batman, 15 febbraio 1999) è un cestista turco.

## Carriera
Con la Turchia ha disputato i Campionati europei del 2022.

## Palmarès
- Campionato turco: 2

Fenerbahçe: 2021-2022, 2023-2024
- Coppa di Turchia: 1

Fenerbahçe: 2024